# 油城 (路易斯安那州)
油城（英語：Oil City），是美国路易斯安那州下属的一座城市。根据2010年美国人口普查，该市有人口1,008人。建置上，属于“town”。